# 강현묵 (축구 선수)
강현묵(한국 한자: 姜鉉默, 2001년 3월 28일 ~ )은 대한민국의 축구 선수이다. 포지션은 미드필더이다. 현재 K리그2의 수원 삼성 소속이다.